# Cumulo giuridico
Il cumulo giuridico è quell'istituto, alternativo al cumulo materiale, che limita la misura della pena da irrogare:
- in caso di concorso formale di reati, ossia quando l'agente viola diverse disposizioni di legge, o commette più violazioni della stessa disposizione di legge, con una sola azione od omissione;
- in caso di reato continuato, ossia quando l'agente commette, anche in tempi diversi, più violazioni della stessa o di diverse disposizioni di legge, con più azioni od omissioni esecutive di un medesimo disegno criminoso (se viene meno il vincolo della continuazione, per contro, torna ad applicarsi il regime generale del cumulo materiale).

## Commisurazione della pena
Il codice penale prevede che sia inflitta la pena prevista per il reato più grave aumentata sino al triplo (art. 81 del codice penale). Inoltre è previsto che la pena irrogata tramite il cumulo giuridico non possa essere maggiore di quella che sarebbe stata applicata dal giudice utilizzando il metodo del cumulo materiale, che è invece applicato nei casi di concorso materiale di reati. Il reato più grave è da intendersi come quello per il quale è prevista la pena più grave in astratto, esimendo la valutazione circostanziata in concreto. Opposto invece è l'orientamento dottrinale, secondo cui va operato il cosiddetto "accertamento in concreto": la violazione più grave diverrebbe quindi quella a cui il giudice infligge la sanzione più elevata nel caso concreto.